# Ашулук (нижний проток Ахтубы)
Ашулук — река в Астраханской области, левый рукав Ахтубы. Длина — 55 км. Отделяется от Ахтубы в 5 км ниже села Селитренное. Ниже села Хошеутово разделяется на два рукава — Большой и Малый Ашулук. Малый Ашулук сливается с Большим примерно в 3 км от устья. Река впадает в Ахтубу чуть выше посёлка Лапас.
Высота истока ≈ — 24 м, высота устья — 25,3 м.
На реке расположен сёла Вольное, Ахтубинка, Хошеутово